# Charles Theodor Mohr
Charles Theodor Mohr (krščen kot Karl Theodor Mohr), nemško-ameriški farmacevt in botanik, * 24. december 1824, Esslingen na Neckarju, Nemčija, † 17. julij 1901.
Po šolanju v Stuttgartu se je udeležil botanične odprave v Surinam (1845–1846), nato pa je med zlato mrzlico emigriral v Združene države Amerike. Ustalil se je v mestu Mobile, Alabama, kjer je vodil farmacijo. Leta 1889 je opustil to dejavnost in se posvetil obsežnim raziskavam flore južnega dela ZDA, aktiven je bil tudi kot zagovornik ohranjanja gozdov. Njegovo najbolj znano delo je Plant Life in Alabama (Rastlinstvo Alabame, 1901), napisal pa je tudi več kot sto botaničnih člankov. Večino njegove herbarijske zbirke danes hranijo herbarij Univerze Alabame, Nacionalni herbarij ZDA in herbarij Univerze Severne Karoline.